# Tylophora setosa
Tylophora setosa är en oleanderväxtart som beskrevs av Rudolf Schlechter. Tylophora setosa ingår i släktet Tylophora och familjen oleanderväxter. Inga underarter finns listade i Catalogue of Life.